# Áurea de París
Aure o Áurea de París, nacida a principios del siglo VII, fue la primera abadesa del monasterio de Saint-Martial de París fundado por Eligio. Asumió esta responsabilidad durante 33 años. Murió de peste el 4 de octubre de 666.

## Biografía
Aure, nacida a principios del siglo VII, fue a París alrededor del 630. Eligio, después de haber establecido un monasterio en Limosin, decidió transformar una casa que poseía en la Isla de la Cité en París en monasterio para mujeres. En 631 o hacia 633, funda el monasterio de Saint-Martial y le demanda a Aure que fuera la primera abadesa. Las monjas tienen dos iglesias: una en la ciudad, dedicada a san Marcial, donde cantan el oficio, la otra en el campo, río abajo del Sena, en la margen derecha del río, dedicada a san Pablo. Esta última, situada junto al cementerio de las monjas, es una pequeña capilla rodeada de campos cultivados, de ahí su nombre capilla de Saint-Paul-des-Champs. Se ubicaba en la actual rue de Braque. El convento pronto tuvo 300 religiosas que siguieron la regla de san Columbano.
La abadesa permaneció al frente de la comunidad durante 33 años. En 666, una epidemia de peste devastó la ciudad de París. Aure sucumbió el 4 de octubre del 666, así como ciento sesenta monjas. Todos los cadáveres fueron llevados a la iglesia Saint-Paul y enterrados en el cementerio contiguo, al que solían llegar en barco los convoyes fúnebres. Cinco años después, se reabrió el sepulcro de la abadesa y su cuerpo fue devuelto a la iglesia de Saint-Martial, cerca de su monasterio, para ser enterrado definitivamente allí.

## Notoriedad
Es celebrada el 4 de octubre.
Se le dedica una capilla en París, rue de Reuilly. Allí se conservan sus reliquias, así como las de san Eligio y de san Ouen.
Aure es honrada particularmente a iglesia de Sant'Eusebio en Roma.